# بائعة الكبريت
الفتاة بائعة الكبريت قصة قصيرة من تأليف الشاعر والأديب الدنماركي هانس كريستيان أندرسن. تروي القصة حكاية فتاة ماتت وهي غارقة في هذيانها. وقد كان إصدار القصة لأول مرة في عام 1845. وقد اقتبست عنها أفلام ورسوم متحركة وموسيقى تلفزيونية.

## حكاية بائعة الكبريت
كتب (هانس كريستيان أندرسن) القصة القصيرة (بائعة الكبريت)، التي يحكي فيها قصة معاناة فتاة ماتت، بينما كانت تعاني قسوة البرد والجوع، لقت هذه القصة إعجاباً من جميع فئات الناس بعد أن تم إصدارها في عام 1845 .
تبدأ حكاية بائعة الكبريت في ليلة عيد رأس السنة، حيث تتساقط الثلوج، والجو القارس يعم الشوارع، كانت هناك طفلة صغيرة مسكينة عارية الرأس، فقدت حذاءها القديم الكبير بينما كانت تسير في الشارع، الذي استعارته من والدتها، وأكملت سيرها حافية القدمين، كانت هذه الفتاة الصغيرة تجوب الشوارع، وتسير فيها ؛ لكي تقوم ببيع أعواد الثقاب (الكبريت) آملةً أن يحزن عليها أحد ما، ويشتري منها، ولكن لم تصادف ولا حتى شخص واحد، حيث كانت تشعر بالبرد، ومعدتها كانت خاوية، وحبات الثلج تتناثر على شعرها الطويل الأشقر، وعندما أحست الفتاة بالتعب، جلست في زاوية بين منزلين، وأخذت تسترق الأنظار من النوافذ، وتنظر إلى الناس الذين يحضرون طعام العيد، ولم تكن تستطيع الرجوع إلى منزلها، فقد تتعرض للضرب من قبل والديها ؛ لأنها لم تأت بأي قطعة نقود، وعادت خاوية اليدين، تجمدت يدا هذه الفتاة الصغيرة ؛ بسبب البرد الشديد، فقامت بإشعال عود ثقاب، وأحاطته بيدها حتى تشعر بالدفء، وعلى الضوء الخافت من عود الثقاب هذا، تراءى لها بأنها جالسة أمام مدفئة كبيرة حديدية، والنار تشتعل فيها ؛ فينتشر الدفء ويعم المكان، فمدت ساقيها ؛ لتدفئهما، لكن عود الثقاب انطفئ، واختفى ما رسمته أمامها من أحلام، وبقي طرف عود الثقاب مشتعلاً، فأشعلت به عوداً ثانياً، فاشتعل وأضاء ما حولها ؛ فتراءى في مخيلتها مائدة طعام، عليها ديك رومي مشوي تفوح منه رائحة زكية، ثم انطفأ اللهيب، فأشعلت آخر، فتخيلت نفسها جالسة تحت شجرة ميلاد، أجمل بكثير من التي امتلكها جيرانها في السنة الماضية، ثم انطفأ عود الثقاب، ووجدت نفسها تنظر إلى النجوم المتلألأة في السماء، وفجأة سقطت إحدى النجمات من السماء راسمة خطاً من الشهب، فقالت بينها وبين نفسها: بأن أحدا قد مات، لأن جدتها العجوز كانت تقول لها، إذا سقطت نجمة، فهذا يعني أن روحاً تصعد إلى السماء، ثم أنارت عود ثقاب آخر، فتخيلت جدتها واقفة وسط الأضواء، راضية سعيدة، كانت جدتها حنونة، وتعامل الفتاة الصغيرة معاملة رقيقة، وما إن رأتها الصغيرة حتى صرخت : جدتي، جدتي، خذيني إليك قبل أن ينطفئ العود، إني أعلم أنكِ ستختفين، كما أختفت المدفئة، والديك الرومي، وشجرة الميلاد، وسارعت الصغيرة إلى إشعال بقية أعواد علبة الثقاب عبر حكها بالحائط، لكي تتخيل جدتها فترة أطول، فاقتربت الجدة من الصغيرة المسكينة، وأحاطتها بين ذراعيها، وطارتا معاً إلى السماء، فلم تعد الصغيرة تشعر لا بالبرد ولا بالجوع، ثم انطفأت كل الأعواد، وقد كانت بائعة الكبريت ممدة بين زاويتي المنزلين، بخديها المحمرين، وبسمتها الجميلة على فمها، وقد ماتت إثر البرد في المساء الأخير من السنة، وعندما طلع النهار، ورأى الناس جثتها الممدة، قالوا: يا لها من فتاة صغيرة حزينة، أرادت الدفء ؛ لكن في الحقيقة، لم يعرفوا بأنها نالت الدفء طوال حياتها .
لم تكن النهاية حزينة بالنسبة لبائعة الكبريت، بل كانت نهاية سعيدة، لأنها صعدت إلى السماء مع جدتها، تاركة وراءها الكبريت، والبرد الشديد، والجوع .